# Steenokkerzeel
Steenokkerzeel és un municipi belga de la província de Brabant Flamenc a la regió de Flandes. Està compost per les seccions de Steenokkerzeel, Melsbroek i Perk.